# 케냐 국회의사당

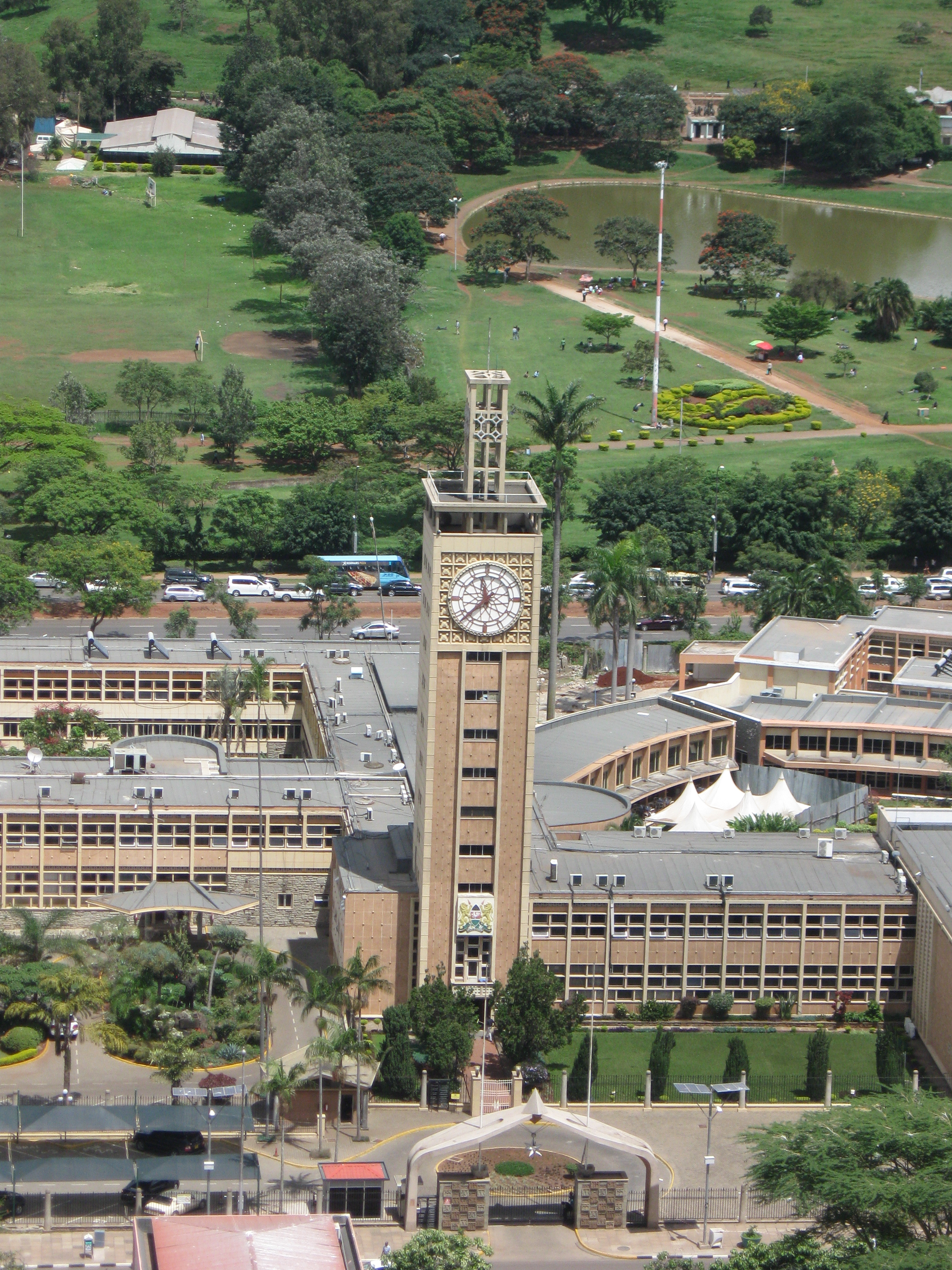
나이로비의 케냐 국회의사당 건물

국회의사당은 케냐 나이로비에 있는 케냐 의회의 소재지이다.

## 역사

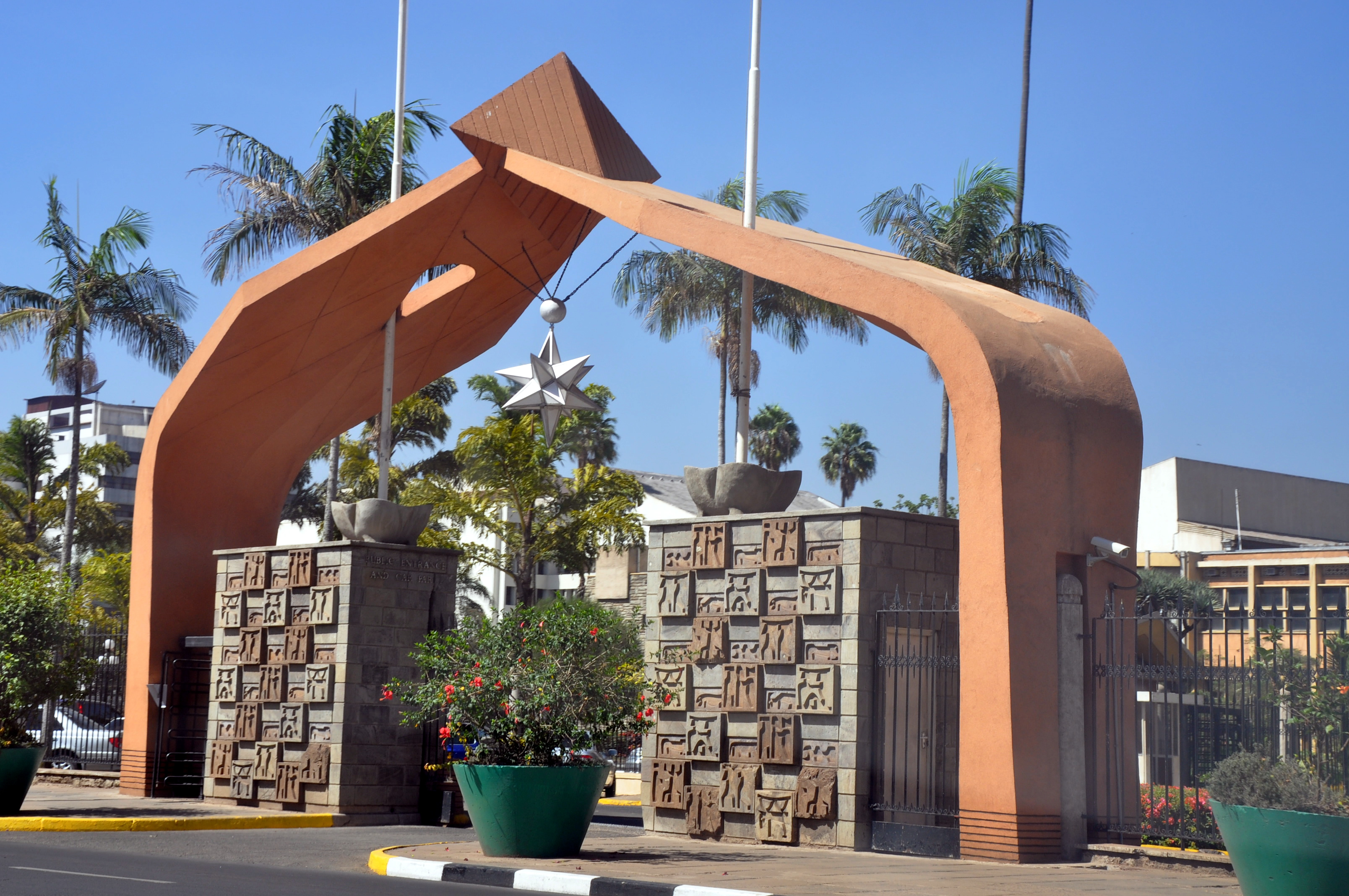
의회 입구

이 건물은 1954년에 건설되었으며, 케냐 식민지의 식민지 입법부인 케냐 입법회의 본거지가 되었다. 이 입법회는 1963년 국민의회로 대체될 때까지 이곳에 있었다. 1963년 이전에 "입법부 청사"로 알려졌던 이 건물은 저명한 모더니스트 건축가 에이미아스 코넬과 케냐 식민지 정부의 도시 계획 고문인 해롤드 쏜리 다이어가 설계했다. 의회는 웨스트민스터궁과 빅 벤을 반영하도록 설계 요구 사항으로 영국의 시계탑 양식을 가지고 있다.
2024년 6월 25일 2024년 케냐 재정법 시위 중 의회가 습격당했다. 여러 방이 약탈당하고 건물의 일부가 불탔다. 입법 절차에 사용되는 의식용 직장이 도난당했다. 시위대 10명이 경찰의 총에 맞아 사망하고 31명이 부상을 입었으며 280명 이상이 체포되었다.

## 매장

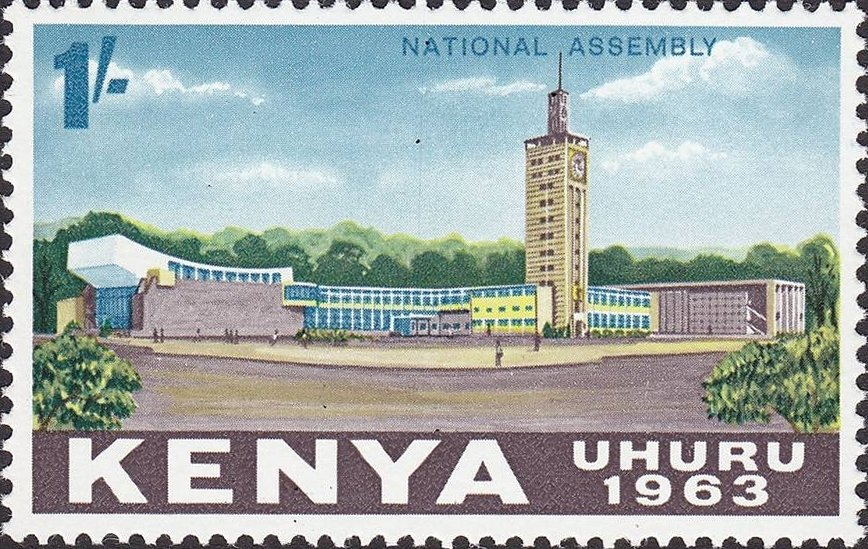
1963년 의회를 묘사한 우표

케냐의 초대 총리이자 대통령인 조모 케냐타가 이 건물 부지에 묻혀있다.